# Marcel Poot
Marcel Poot (ur. 7 maja 1901 w Vilvoorde, zm. 12 czerwca 1988 w Brukseli) – belgijski kompozytor.

## Życiorys
Początkowo uczył się muzyki u ojca, Jana Poota, dyrektora Królewskiego Flamandzkiego Teatru w Brukseli. Później był uczniem Paula Gilsona. Studiował w konserwatorium w Brukseli u José Sevenantsa, Martina Lunssensa i Arthura De Greefa oraz w Królewskim Flamandzkim Konserwatorium w Antwerpii u Lodewijka Mortelmansa. W 1925 roku został współzałożycielem Groupe des Synthétistes, stawiającej sobie za cel promowanie nowej muzyki. Wspólnie z Paulem Gilsonem założył też czasopismo La Revue Musicale Belge. W 1930 roku otrzymał nagrodę im. Rubensa, która umożliwiła mu dalsze studia w École normale de musique w Paryżu u Paula Dukasa. Od 1938 do 1966 roku był wykładowcą konserwatorium w Brukseli, w latach 1949–1966 także jego dyrektorem. Przez wiele lat pisywał krytyki muzyczne do dziennika Le Peuple.

## Twórczość
Bogaty dorobek Poota jest stylistycznie jednolity, z reguły tonalny i łatwy w percepcji. Jego utwory cechuje rytmiczna werwa, z epizodami groteskowo-ironicznymi nawiązującymi do twórczości Prokofjewa i Strawinskiego, wcześnie zaczął korzystać też z elementów jazzu. Uprawiał głównie muzykę symfoniczną i instrumentalną, utrzymaną w stylistyce neoklasycznej. Komponował również muzykę funkcjonalną do filmów dokumentalnych i słuchowisk radiowych.

## Ważniejsze kompozycje
(na podstawie materiałów źródłowych)

### Utwory orkiestrowe
- 6 symfonii (I 1929, II „Triptyque symphonique” 1938, III 1952, IV 1971, V 1974, VI 1978)
- Variations en forme de danses (1923)
- Charlot (1926)
- Rondo na fortepian i orkiestrę (1928)
- Capriccio na obój i orkiestrę (1928)
- Poème de l’espace (1930)
- Jazz Music (1930)
- Ouverture joyeuse (1934)
- Allégro symphonique (1935)
- Fantaisie rythmique (1936)
- Ballade na kwartet smyczkowy i orkiestrę (1937)
- Légende épique na fortepian i orkiestrę (1938)
- Ballade na klarnet i orkiestrę (1941)
- Konzertstück na wiolonczelę i orkiestrę (1942)
- Fantasia (1944)
- 3 danses (1945)
- Mouvement symphonique na orkiestrę dętą (1946)
- Musique légère (1946)
- Sinfonietta (1946)
- Divertimento na małą orkiestrę (1952)
- Mouvement perpétuel (1953)
- Ballade na skrzypce i orkiestrę (1955)
- Ronde diabolique (1957)
- Koncert na fortepian i orkiestrę (1959)
- 2 mouvements symphoniques (1961)
- Konzertstück na skrzypce i orkiestrę (1962)
- Musique na orkiestrę smyczkową (1963)
- Suite en forme de variations (1964)
- Concerto grosso na orkiestrę smyczkową (1965)
- Suite anglaise (1965)
- Concerto grosso na kwartet fortepianowy i orkiestrę (1969)
- Koncert trąbkowy (1973)
- Concertino na obój i orkiestrę (1973)
- Ballade symphonique (1976)
- Koncert na saksofon altowy i orkiestrę (1980)

### Utwory kameralne
- Kwartet fortepianowy (1932)
- Scherzo na 4 saksofony (1941)
- Divertimento na obój, klarnet i fagot (1942)
- Oktet na instrumenty dęte i smyczkowe (1948)
- Kwartet smyczkowy (1950)
- Ballade na obój, klarnet i fagot (1954)
- Fantazja na sekstet klarnetowy (1955)
- Concertino na kwintet dęty (1959)
- Concertino na kwartet saksofonowy (1963)
- Concertino na flet, skrzypce i wiolonczelę (1963)
- Musique na kwartet dęty (1964)
- Légende na 4 klarnety (1967)
- Kwartet na 4 rogi (1967)
- Mosaïque na 8 instrumentów dętych (1969)
- Musique de chambre na trio fortepianowe (1971)

### Utwory fortepianowe
- 2 sonatiny (1945, 1975)
- Wariacje (1952)
- Alla marcia et barcarole (1976)

### Oratoria
- Le dit du routier (1943)
- Icare (1947)

### Utwory sceniczne
- opera Het ingebeeld eiland (1925)
- operetka Het vrouwtje van Stavoren (1928)
- opera kameralna Moretus (1944)
- balet Paris in verlegenheid (1933)
- balet Camera (1937)
- balet Pygmalion (1952)